# Hildegard Leroy
Hildegard Leroy ist eine ehemalige deutsche Fußballspielerin.

## Karriere
Leroy gehörte von 1974 bis 1979 als Abwehrspielerin dem FC Bayern München an. Während ihrer Vereinszugehörigkeit drang sie mit der Mannschaft dreimal ins Endspiel um die deutsche Meisterschaft vor.
Am 15. Juni 1975 unterlag sie mit ihrer Mannschaft im Sportpark des Bonner Stadtteils Pennenfeld im Stadtbezirk Bad Godesberg der Mannschaft des Bonner SC mit 2:4.
Am 20. Juni 1976 war sie dann mit ihrer Mannschaft erfolgreich. Im Siegener Leimbachstadion wurde Tennis Borussia Berlin erst nach Verlängerung mit 4:2 bezwungen, nachdem es am Ende der regulären Spielzeit von 60 Minuten 2:2 gestanden hatte.
Am 17. und 24. Juni 1979 bestritt sie mit dem FC Bayern München das letztmals in Hin- und Rückspiel ausgetragene Endspiel um die deutsche Meisterschaft, das gegen die SSG 09 Bergisch Gladbach, sowohl im Städtischen Stadion an der Grünwalder Straße mit 2:3, als auch im Stadion An der Paffrather Straße mit 0:1 verloren wurde.

## Erfolge
- Deutscher Meister 1976
- Zweiter der Meisterschaft 1975, 1979